# Fidako
Fidako est une ville et une sous-préfecture de Guinée, rattachée à la préfecture de Siguiri et la région de Kankan. 

## Histoire
Fidako est une sous-préfecture de Guinée créée en 2021.